# 高瀬媛子
高瀬 媛子（たかせ あきこ、1978年9月25日 - ）は日本の女優。マネジメントはGMBプロダクション。埼玉県出身。　

## 出演

### TV
- 先に生まれただけの僕
- ガリレオ
- 特命係長　只野仁　シーズン4
- わが家の歴史
- おひとりさま

### 映画
- 舞妓Haaaaaaan!!!!

### CM
- Panasonic ジアイーノ